# Автобан A33 (Німеччина)
Федеральний автобан A33 (A33, нім. Bundesautobahn 33)  — німецький автобан, з’єднує A30 на півночі з A44 на півдні та обслуговує маршрути Нідерланди/Північно-Західна Німеччина-Гессен/Тюрингія. A33 також з’єднує три великі міста: Оснабрюк, Білефельд, Падерборн і, разом з A44, місто Кассель.

## Маршрут

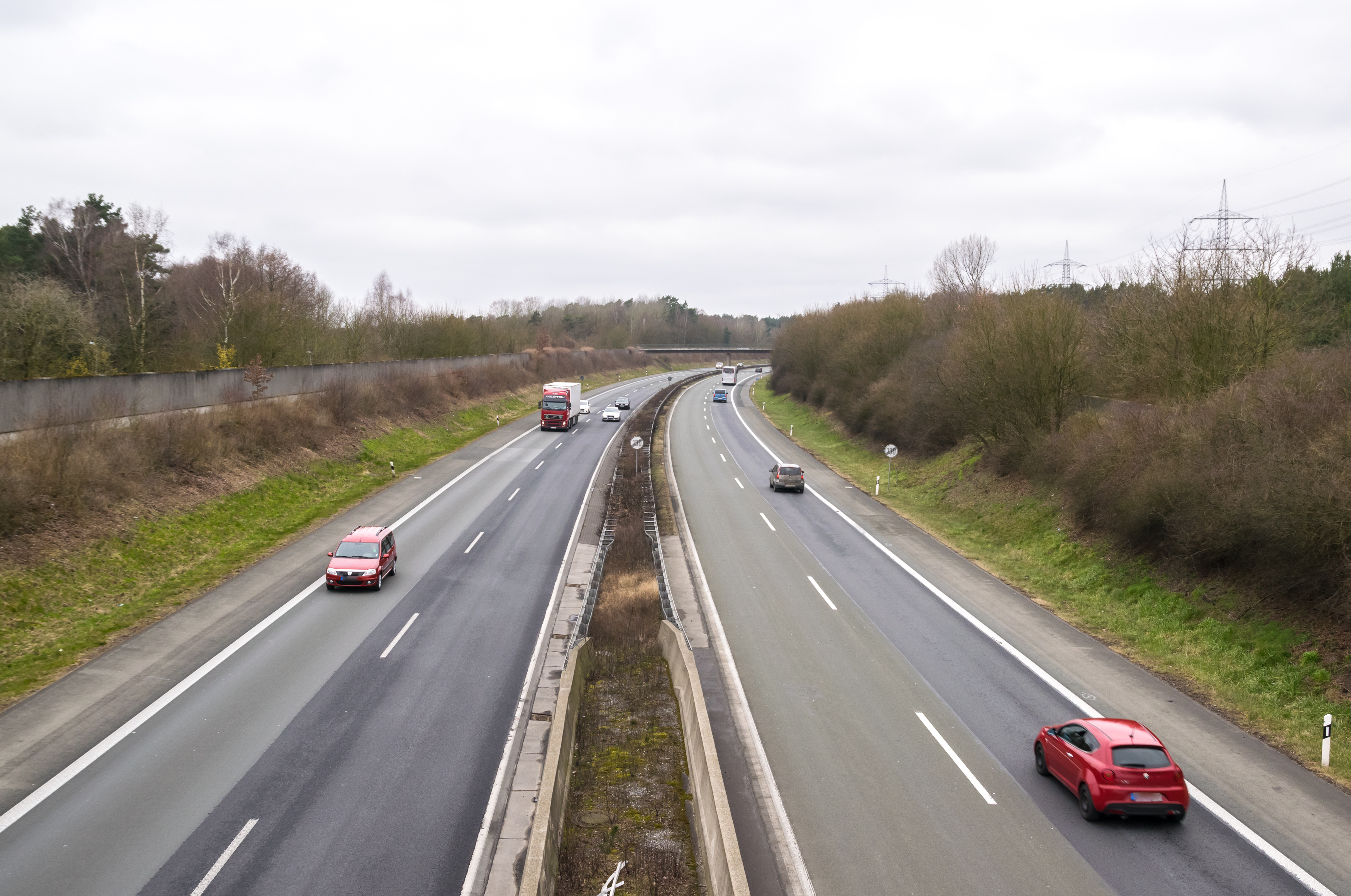
A33 біля Шлос-Гольте-Штукенброк.

A33 починається на північний схід від Оснабрюка в Бельмі, зливаючись з B51, який був розширений, щоб нагадувати автостраду. Він проходить на схід від Оснабрюка, перетинає A30 на розв'язці автомагістралей Оснабрюк-південь, а потім пролягає вздовж міст Георгсмарієнгютте, Гільтер-ам-Тевтобурзький ліс, Бад-Ротенфельде та Діссен-ам-Тевтобурзький ліс. Їдучи в напрямку Білефельда, біля монастиря Боргло/Осде та безпосередньо перед Гілтером є значні смуги підйому, а перед Діссен – крутий спуск. Найновіша ділянка A33 пролягає від Борггольцгаузена до Галле. Автобан пролягає повз Штайнгаген до Білефельд-Бракведе, де до центру міста Білефельд можна дістатися через Оствестфалендамм, далі через Білефельдську розв’язку, яка з’єднує A33 з A2, через міста Білефельд-Зеннештадт, Шлос-Гольте-Штукенброк, військовий навчальний полігон "Senne та Hövelhof" у напрямку Падерборн. Там автомагістраль, яка лежить на валу, пролягає між районами Ельзен на заході та замком Нойхаус на сході та повз сам Падерборн. Потім вона входить на плато Падерборн, проходить Падерборн-Мьонкело і Борхен (тут є значні схили) і, нарешті, перетинає A44 (Дортмунд-Кассель) на розв’язці автомагістралі Вюнненберг-Хаарен. A33 закінчується там і плавно вливається в B480, який продовжується через Брілон у Зауерланд.

## Історія
Історія A33 почалася в 1960-х роках як B68. Передбачалося, що маршрут буде продовжено на північ, щоб дістатися до Брамше, і до цього дня B68 подібним чином частково подовжено між Оснабрюком і Брамше.